# Isocitronensäure
Isocitronensäure ist ein farbloser, wasserlöslicher Feststoff. Sie ist ein Konstitutionsisomer der Citronensäure. Die Salze sind die Isocitrate.
 
Wenn in diesem Artikel oder in der wissenschaftlichen Literatur von „Isocitronensäure“ ohne weitere Angaben zur Stereochemie die Rede ist, ist die in der Natur vorkommende L-threo-Isocitronensäure, auch (+)-Isocitronensäure oder (2R,3S)-Isocitronensäure – ein Stoffwechselzwischenprodukt im Citratzyklus – gemeint. Die anderen drei Stereoisomere besitzen nur untergeordnete Bedeutung.

## Eigenschaften
Isocitronensäure wird aufgrund ihrer drei Carboxygruppen (–COOH) zu den organischen Tricarbonsäuren (siehe Carbonsäure) gezählt. Zudem weist die Hydroxygruppe (–OH) an Position 2 des Kohlenstoffrückgrates sie als Hydroxycarbonsäure aus. Sie unterscheidet sich von der Citronensäure durch die Stellung dieser Hydroxygruppe, die bei der Citronensäure an Position 3 ist.

Citronensäure
Isocitronensäure

### Isomerie
3-Carboxy-2-hydroxy-pentan-1,5-disäure ist chiral und besitzt zwei unterschiedlich substituierte Stereozentren, d. h., es existieren vier unterscheidbare Stereoisomere. 
Die in der Natur vorkommende L-threo-Isocitronensäure wird auch als 
- (2R,3S)-3-Carboxy-2-hydroxy-pentan-1,5-disäure,
- (2R,3S)-Isocitronensäure[3] oder
- (+)-Isocitronensäure[4]

bezeichnet.
| Isomere von Isocitronensäure |                                                                                                  |                                                                                                  | | |
| Name                         | L-threo-Isocitronensäure                                                                         | D-threo-Isocitronensäure                                                                         | D-erythro-Isocitronensäure                                                                         | L-erythro-Isocitronensäure                                                                         |
| Andere Namen                 | (+)-threo-Isocitronensäure (2R,3S)-Isocitronensäure (1R,2S)-1-Hydroxypropan-1,2,3-tricarbonsäure | (−)-threo-Isocitronensäure (2S,3R)-Isocitronensäure (1S,2R)-1-Hydroxypropan-1,2,3-tricarbonsäure | (−)-erythro-Isocitronensäure (2S,3S)-Isocitronensäure (1S,2S)-1-Hydroxypropan-1,2,3-tricarbonsäure | (+)-erythro-Isocitronensäure (2R,3R)-Isocitronensäure (1R,2R)-1-Hydroxypropan-1,2,3-tricarbonsäure |
| Strukturformel               |                                                                                                  |                                                                                                  | | |
| CAS-Nummer                   | 6061-97-8                                                                                        | 55582-48-4                                                                                       | 30810-51-6                                                                                         | 1187-17-3                                                                                          |
| CAS-Nummer                   | 18979-21-0 (DL-threo-Isocitronensäure)                                                           | 18979-21-0 (DL-threo-Isocitronensäure)                                                           | 344-79-6 (DL-erythro-Isocitronensäure)                                                             | 344-79-6 (DL-erythro-Isocitronensäure)                                                             |
| CAS-Nummer                   | 320-77-4 (unspez.)                                                                               |                                                                                                  | | |
| EG-Nummer                    | –                                                                                                | –                                                                                                | –                                                                                                  | –                                                                                                  |
| EG-Nummer                    | 206-282-3 (unspez.)                                                                              |                                                                                                  | | |
| ECHA-Infocard                | –                                                                                                | –                                                                                                | –                                                                                                  | –                                                                                                  |
| ECHA-Infocard                | 100.005.713 (unspez.)                                                                            |                                                                                                  | | |
| PubChem                      | 440409                                                                                           | 5318532                                                                                          | 447805                                                                                             | 439238                                                                                             |
| PubChem                      | 1198 (unspez.)                                                                                   |                                                                                                  | | |
| DrugBank                     | –                                                                                                | –                                                                                                | –                                                                                                  | –                                                                                                  |
| DrugBank                     | DB01727 (unspez.)                                                                                |                                                                                                  | | |
| Wikidata                     | Q27114011                                                                                        | Q27105259                                                                                        | Q27104505                                                                                          | Q66723041                                                                                          |
| Wikidata                     | Q288927 (unspez.)                                                                                |                                                                                                  | | |

## Vorkommen
Die Isocitronensäure beziehungsweise ihre Salze, die Isocitrate, sind ein Zwischenprodukt im Kohlenhydrat-Stoffwechsel aller sauerstoffverbrauchenden Lebewesen einschließlich des Menschen. Die Stoffwechselfolge (siehe Biochemie) wird als Citratzyklus bezeichnet.
Sie kommt in Äpfeln, Birnen, Himbeeren, Brombeeren und Johannisbeeren vor.

## Herstellung
Eine großtechnische Herstellung ist bislang nicht etabliert, weder des Racemats, noch eines bestimmten Stereoisomers. Mit Hilfe der Hefe Yarrowia lipolytica gelang es jedoch, aus raffiniertem Sonnenblumenöl (2R,3S)-Isocitrat in größerer Menge und in einem günstigen Mengenverhältnis von Isocitrat zu Citrat herzustellen. Die beiden Komponenten werden nach dem Abfiltern der Biomasse über eine Elektrodialyse gewonnen und über eine Veresterung getrennt, bei dem der Citronensäureester kristallisiert und der Isocitronensäureester flüssig bleibt.

## Physiologie
(2R,3S)-Isocitrat ist Zwischenprodukt mehrerer Stoffwechselwege in allen Lebewesen. So entsteht es mithilfe der Aconitase in geringer Konzentration aus Citrat (über cis-Aconitat als Zwischenprodukt) im Rahmen des Citratzyklus.
Isocitrat wird weiterverarbeitet
- von der Isocitrat-Dehydrogenase zu alpha-Ketoglutarat, im Citratzyklus
- mithilfe der Isocitrat-Lyase zu Glyoxylat und Succinat, im Rahmen des Glyoxylatzyklus von Bakterien, beziehungsweise in den Glyoxysomen von Pflanzen, Pilzen, Algen und Protozoen.
- zu 2-Caffeoylisocitrat, katalysiert durch ein spezielles Enzym (EC 2.3.1.126) in Amaranthus-Arten